# Nora Kirkpatrick
Nora Kirkpatrick (née le 6 décembre 1984) est une actrice et musicienne américaine.

## Carrière
En 2007, Nora Kirkpatrick sort diplômée de l'université de Los Angeles (UCLA). Elle est principalement connue pour avoir joué le rôle de Katherine, la sévère présidente de la confrérie Panhellénique dans la série télévisée Greek diffusée sur ABC Family. Avant Greek elle tourna dans une web série, un documentaire parodique diffusé sur Internet, Dorm Life, où elle interprète Courtney Cloverlock.  On l'aperçoit aussi dans la neuvième saison de la série américaine The Office où elle interprète le rôle d'Esther Bruegger, fille d'un fermier voisin de Dwight Schrute dont elle deviendra notamment la petite amie. Elle est aussi musicienne et joue de l'accordéon dans le groupe Edward Sharpe and the Magnetic Zeros.

## Filmographie
| Année | Titre                       | Rôle                |
| ----- | --------------------------- | ------------------- |
| 2005  | What's Bugging Seth         | Nora Green          |
| 2005  | White Nights                | Sharon              |
| 2007  | Katrina                     | Tyler               |
| 2007  | Crashing                    | Barton's Girlfriend |
| 2007  | Randal                      | June                |
| 2008  | Man Stroke Woman            | Various             |
| 2009  | Flower Girl                 | Wendy               |
| 2010  | Long Story Short            | Georgia             |
| 2010  | Growth                      | Kristin Daniels     |
| 2010  | How to Make Love to a Woman | Carla               |
| 2011  | Dreamworld                  | Jules               |
| 2011  | Happy Place                 | Margaret            |
| 2011  | Mime Apples                 | Mime                |
| 2012  | Peter at the End            | Lucy                |
| 2012  | All Together Now            | Kylie               |
| 2012  | Big Sur                     | Alyson              |
| 2013  | Sexy Evil Genius            | Abby                |

| Année     | Titre                                 | Rôle                   | Notes                                                                                    |
| --------- | ------------------------------------- | ---------------------- | ---------------------------------------------------------------------------------------- |
| 2007      | John from Cincinnati                  | Hotel Bartender        | "His Visit: Day Four" (saison 1: épisode 5) "His Visit: Day Seven" (saison 1: épisode 8) |
| 2008–2009 | Dorm Life                             | Courtney Cloverlock    | 37 episodes                                                                              |
| 2009–2011 | Greek                                 | Katherine Parker       | 19 episodes                                                                              |
| 2010      | Les Experts                           | Jane Lewis             | "Les disparues" (saison 11: épisode 6)                                                   |
| 2011      | Breaking In                           | Patty Boggs            | "21.0 Jump Street" (saison 1: épisode 7)                                                 |
| 2012      | Don't Trust the B---- in Apartment 23 | Chrissy                | "The Wedding" (saison 1: épisode 4)                                                      |
| 2012      | Men at Work                           | Nora                   | "Milo Full of Grace" (saison 1: épisode 2)                                               |
| 2013      | The Office                            | Esther Bruegger        | 4 épisodes (Saison 9: Episodes 17-23)                                                    |
| 2015      | Chasing life                          | Jaqueline, Beth's boss | Saison 1 épisode 17                                                                      |